# Sisko Hanhijoki
Reeta Sisko Hanhijoki (* 25. April 1962 in Rautalampi als Sisko Markkanen) ist eine ehemalige finnische Leichtathletin, die sich auf den Sprint spezialisiert hat.

## Sportliche Laufbahn
Erste internationale Erfahrungen sammelte Sisko Hanhijoki vermutlich im Jahr 1983, als sie bei den erstmals ausgetragenen Weltmeisterschaften in Helsinki mit der finnischen 4-mal-100-Meter-Staffel mit 44,77 s in der Vorrunde ausschied. 1986 schied sie bei den Europameisterschaften in Stuttgart mit 12,01 s in der ersten Runde im 100-Meter-Lauf aus und kam mit der Staffel mit 45,27 s nicht über den Vorlauf hinaus. Im Jahr darauf belegte sie bei den Halleneuropameisterschaften in Liévin in 24,55 s den sechsten Platz im 200-Meter-Lauf und schied über 60 Meter mit 7,47 s in der Vorrunde aus. 1988 kam sie bei den Halleneuropameisterschaften in Budapest mit 7,44 s und 24,10 s jeweils nicht über den Vorlauf über 60 und 200 Meter hinaus. Im Jahr darauf gewann sie bei den Halleneuropameisterschaften in Den Haag in 7,23 s die Bronzemedaille im 60-Meter-Lauf hinter der Niederländerin Nelli Cooman und Laurence Bily aus Frankreich und gelangte über 200 Meter mit 24,04 s auf Rang sechs. Anschließend schied sie bei den Hallenweltmeisterschaften in Budapest mit 7,28 s im Semifinale über 60 Meter aus und schied über 200 Meter mit 23,94 s im Halbfinale aus. Im August belegte sie bei der Sommer-Universiade in Duisburg in 23,14 s den vierten Platz über 200 Meter. 1990 belegte sie bei den Halleneuropameisterschaften in Glasgow in 7,23 s den fünften Platz über 60 Meter und schied über 200 Meter mit 24,30 s im Halbfinale aus. Im August schied sie bei den Europameisterschaften in Split mit 11,54 s und 23,42 s jeweils im Semifinale über 100 und 200 Meter aus und wurde mit der Staffel im Vorlauf disqualifiziert. 
1991 belegte sie bei den Hallenweltmeisterschaften in Sevilla in 7,25 s den achten Platz über 60 Meter und gelangte über 200 Meter mit 24,10 s auf Rang sechs. Im August schied sie dann bei den Freiluft-Weltmeisterschaften in Tokio mit 11,52 s im Viertelfinale über 100 Meter aus und scheiterte über 200 Meter mit 24,12 s im Halbfinale. Zudem verpasste sie mit der 4-mal-100-Meter-Staffel mit 43,73 s den Finaleinzug. Im Jahr darauf nahm sie an den Olympischen Sommerspielen in Barcelona teil und schied dort mit 11,65 s im Semifinale über 100 Meter aus, wie auch über 200 Meter mit 23,26 s. Zudem kam sie im Staffelbewerb mit 43,60 s nicht über den Vorlauf hinaus. Anschließend wurde sie beim IAAF World Cup in Havanna in 11,76 s Achte über 100 Meter. 1993 schied sie bei den Hallenweltmeisterschaften in Toronto mit 7,34 s im Halbfinale über 60 Meter aus und schied auch über 200 Meter mit 23,84 s im Semifinale aus. Im August startete sie mit der Staffel bei den Weltmeisterschaften in Stuttgart und belegte dort in 43,37 s den siebten Platz. Daraufhin beendete sie ihre aktive sportliche Karriere im Alter von 31 Jahren.

## Persönliche Bestleistungen
- 100 Meter: 11,24 s (+1,8 m/s), 26. August 1991 in Tokio
  - 60 Meter (Halle): 7,20 s, 11. Februar 1990 in Karlsruhe
- 200 Meter: 22,81 s (+1,8 m/s), 9. Juli 1991 in Lappeenranta
  - 200 Meter (Halle): 23,32 s, 13. Februar 1993 in Liévin